# Força de defesa de São Cristóvão e Neves
A força de defesa de São Cristóvão e Neves (em inglês: Saint Kitts and Nevis Defence Force) faz parte das forças armadas de São Cristóvão e Neves, consistindo em uma unidade de infantaria e uma marítima (a Guarda costeira de São Cristóvão e Neves).
A força foi criada em 1896, no período colonial no país, a fim de impedir distúrbios dos escravos nas plantações de açúcar.